# Simyra ochracea
Simyra ochracea är en fjärilsart som beskrevs av Tutt 1888. Simyra ochracea ingår i släktet Simyra och familjen nattflyn. Inga underarter finns listade i Catalogue of Life.